# Чили кон кесо

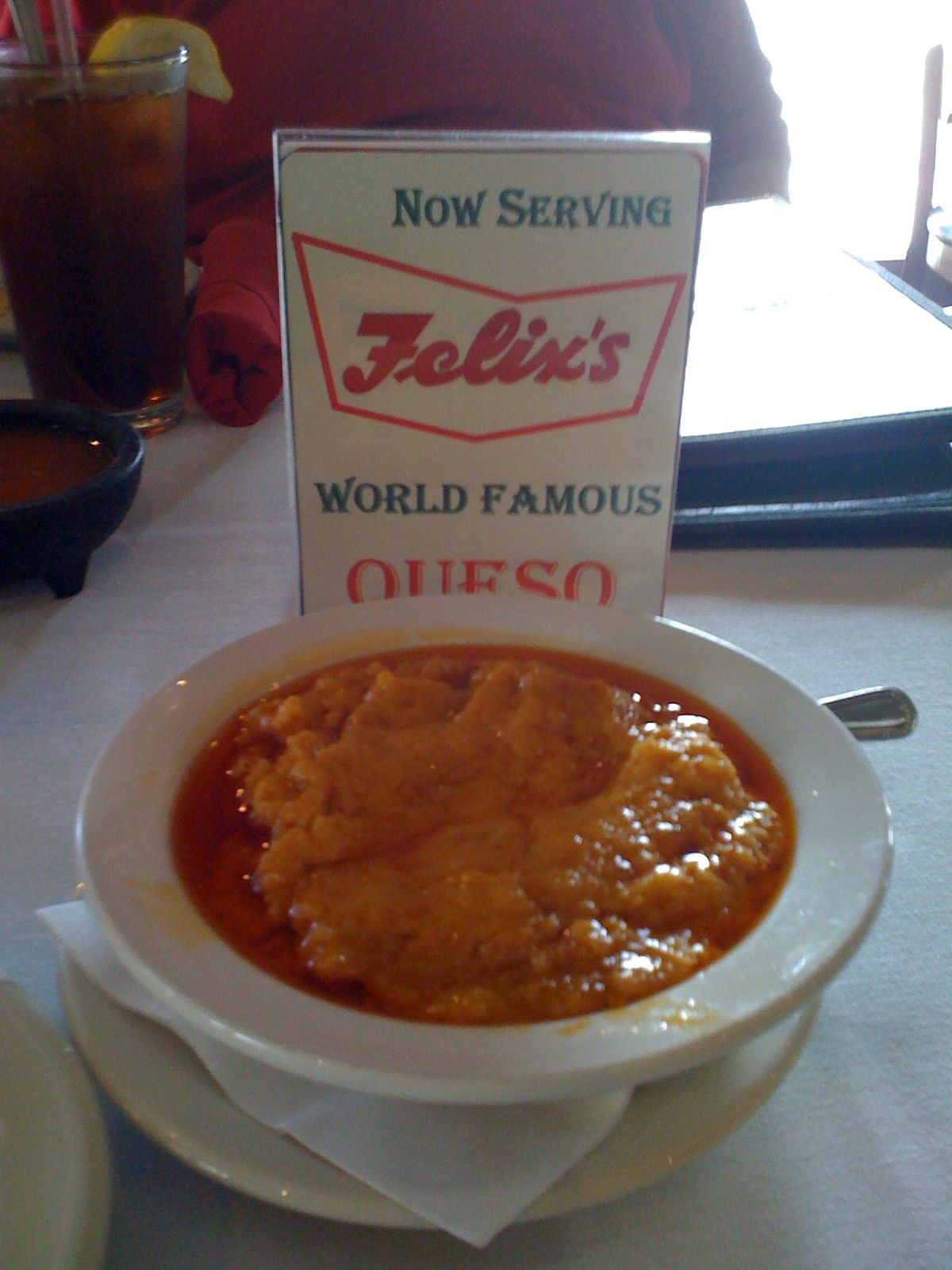
Чили кон кесо в техасском ресторане

Чили кон кесо (исп. Chili con queso) — соус-дип из расплавленного сыра, перца чили, томатов и различных специй, распространенный в мексиканской кухне и кухне текс-мекс, а также в США. Часто употребляется с кукурузными чипсами (начос) — в совокупности эти блюда являются популярной закуской.

## Происхождение
Родиной соуса считается северная пограничная часть Мексики, в частности штат Чиуауа. Чили кон кесо является разновидностью мексиканских соусов с использованием сыра наряду с кесо чихуахуа и кесо фламеадо («пламенный сыр»). Наиболее часто соус встречается в сервировке ресторанов техасско-мексиканской кухни на Юго-западе США.

## Ингредиенты и сервировка
Чили кон кесо представляет собой сливочный соус из смеси плавленых сыров, томатов, сливок и перца чили. В сервировке в ресторанах соус иногда подают с добавлением пико-де-гайо, чёрных бобов, гуакамоле и говяжьего или свиного фарша.
Употребляют соус в нагретом до нужной температуры состоянии с чипсами и тортильями. Для поддержания температуры расплавленного сыра блюдо с соусом ставят поверх ёмкости с горячей водой.